# Teti
Teti var en farao som grundade Egyptens sjätte dynasti och regerade omkring 2318–2300 f. Kr. Han ska ha blivit mördad.

## Familj
Teti kom till makten genom äktenskap med femte dynastins sista farao Unas dotter Iput I. Hans föräldrar var förmodligen Shepsipuptah (far) och Seshseshet (mor). Sannolikt hade han en bror vid namn Mehu. Förutom Iput hade Teti åtminstone två andra hustrur: Chuit och Chentkaus III. Det misstänks att en av dessa två kan ha varit mor till Userkara.
Efter Tetis död blev Iput även farao Pepi Is hustru. Teti hade även tre döttrar vars mödrar är okända:: Sesheshet Watetchethor var gift med vesiren Mereruka, Inti och Nebtinubkhet Sesheshet var gift med vesiren Kagemni.
Hans horusnamn "De båda länderna är tillfredsställda" antyder att han återigen lyckats konsolidera riket.

## Regeringstid
Den högsta regeringsåret som hittats för Teti är den "6:e avräkningen" (12:e året om den hölls vartannat år), men enligt Manetho regerade han i 30 år. Detta anses vara möjligt, eftersom antalet vesirer som tjänade under honom är ansenligt: Kagemni, Mereruka, Chnumneti, Nefersekhemre, Nefersekhemptah, Ankhmahor och Chentikai. Under Tetis styre började höga ämbetsmän bygga bevravningsmonument som var lika praktfulla som faraos var. Detta anses vara ett tecken på att rikedomarna i landet sakta började flyttas från hovet till ämbetsmännen, och kulminerade med det Gamla rikets fall.

## Död
Enligt Manetho mördades Teti av sina livvakter i en konspiration och troligen leddes av hans efterträdare Userkara som lyckades tillgripa sig tronen. Tetis legitima efterträdare, Pepi I blev först kung efter att Userkara störtats. Teti begravdes i sin pyramid vid Sakkara som inkluderar Pyramidtexterna.